# Bad Wurzach
Bad Wurzach est une ville du sud de l'Allemagne dans le land du Bade-Wurtemberg, sur la Route Baroque de Haute-Souabe. Elle est bien connue comme station thermale. C'est d'ailleurs la plus ancienne du Bade-Wurtemberg. Elle est située à 25 km au nord de Ravensburg dans la région de Haute-Souabe. C'est depuis 1950 que la ville porte le prédicat Bad. En superficie, elle est la troisième commune du Land de Bade-Wurtemberg, après Stuttgart, qui est la capitale de l'État, et Baiersbronn.

## Géographie
La municipalité de Bad Wurzach se trouve dans une plaine qui s'étend entre les régions de l'Allgäu et de Haute-Souabe, sur le bord du Wurzacher Ried. Son altitude par rapport au niveau de la mer varie entre 650 et 800 mètres.

## Histoire
La première mention (oppidum Wurzun) se trouve dans un acte notarié daté du 13 juin 1273. Les droits communaux sont octroyés par l'empereur Louis IV du Saint-Empire : droit de marché, de commerce, d'élever des remparts. En 1515, on construit le couvent «Maria Rosengarten» dont on conserve quelques vestiges. Le 14 avril 1525, a lieu une bataille dans le cadre de la guerre des Paysans sur le « Leprosenberg » (La colline des lépreux), juste devant les portes de la ville. En 1637 on compte seulement 19 habitants à cause des effets et des conséquences de la guerre de Trente Ans et de la peste. En 1813 et 1814, pendant la guerre de libération 35 301 soldats ont été soignés à Wurzach. Le « Leprosenhaus » (léproserie) servait d'hôpital militaire pour 4 003 hommes.
En 1904, la ligne de chemin de fer Rossberg-Wurzach est ouverte. En 1936, les premiers bains de boue, qui font aujourd'hui encore la réputation de la station thermale sont inaugurés dans le couvent «Maria Rosengarten». En 1950, la ville a obtenu l'appellation « Bad ». Depuis 1996, la ville a subi de nombreuses restaurations et constructions d'un programme de rénovation urbaine.

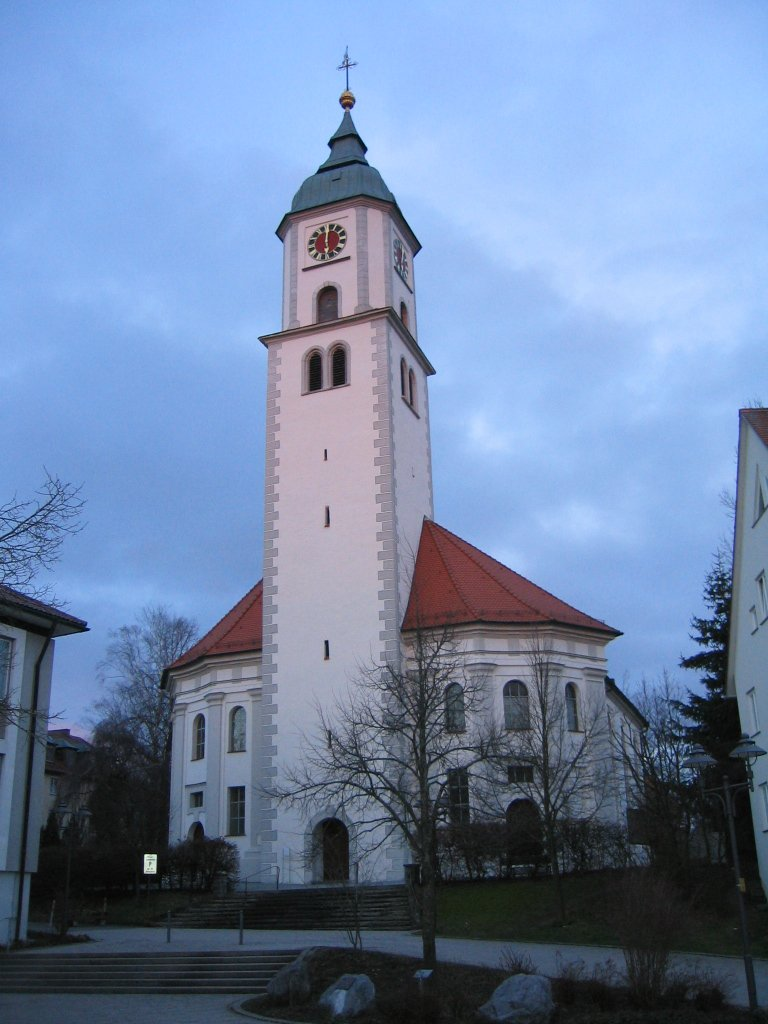
Église St. Verena

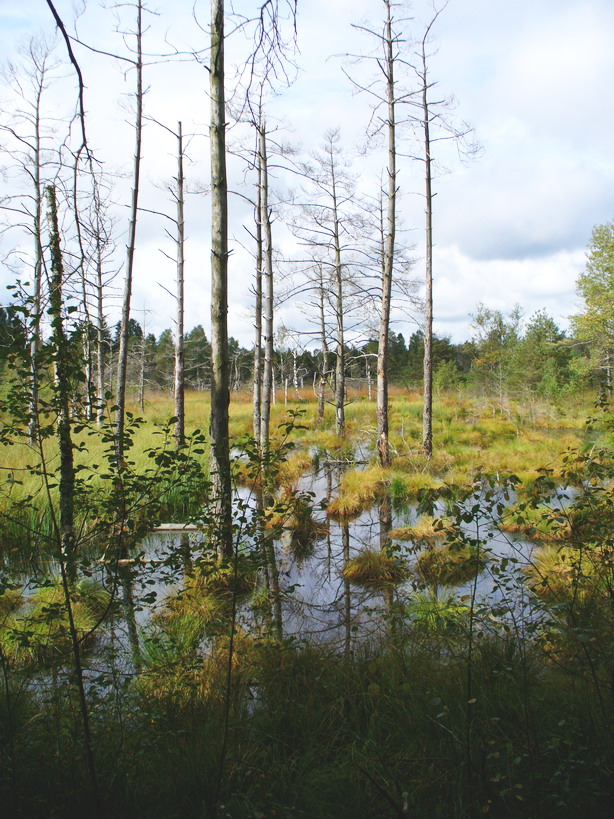
Le Wurzacher Ried

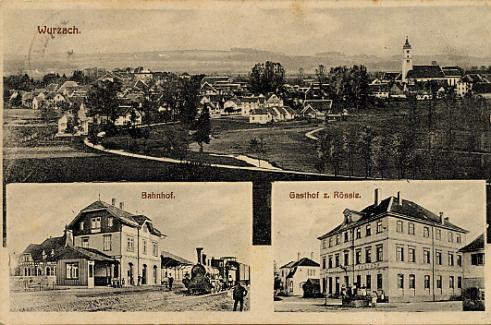
La gare en 1910

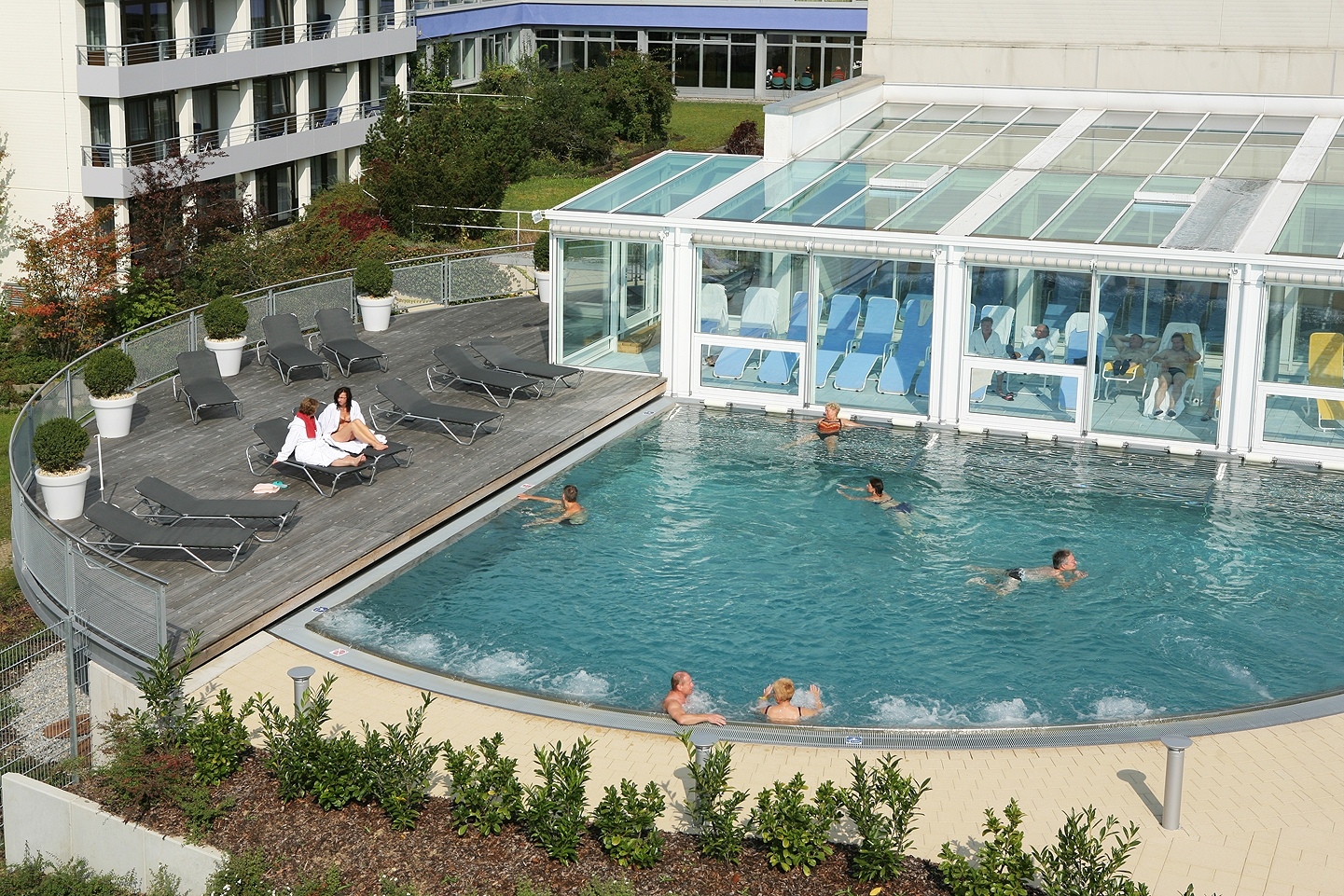
Établissement thermal

## Les quartiers
| Arnach          | Arnach: Vers l'an 950 un chevalier du nom de Berngarius de Arnanc est mentionné dans un acte de donation. Jusqu'en 1806, la dîme était versée au monastère de Wolfegg. Arnach est une communauté autonome, qui appartient à la circonscription administrative de Waldsee jusqu'en 1938. Ensuite, il appartient à l'arrondissement de Wangen jusqu'en 1972 |
| Dietmanns       | Dietmanns était une paroisse qui appartenait autrefois au Comté de Wolfegg. Elle fit partie de la circonscription administrative de Waldsee de 1806 à 1938, puis à l'arrondissement de Biberach jusqu'en 1973. |
| Eintürnen       | Eintürnen appartint dès 1500 au Comté de Wolfegg. En 1824, il fut érigé en une communauté autonome appartenant à la circonscription administrative de Waldsee. Il fit partie de l'arrondissement de Wangen de 1938 à 1972. |
| Gospoldshofen   | Gospoldshofen a été exclu de la ville de Wurzach en 1823 pour faire partie de la circonscription administrative de Leutkirch. Puis il devint une communauté autonome. En 1938, il fit également partie de l'arrondissement de Wangen et le resta jusqu'en 1972                                                                                            |
| Hauerz          | Hauerz appartenait au prince de Waldenburg du Zeil-Wurzach. Il devint une communauté autonome de la circonscription administrative de Leutkirch. Elle fit partie du comté de Wangen de 1938 à 1972. |
| Haidgau         | Haidgau : ce village, jadis aussi orthographié Heidgau, appartenait au Comté de Wolfegg. Sa première mention se trouve dans un acte de l'abbaye de Saint-Gall en 797. Il fut une communauté autonome appartenant à la circonscription administrative de Bad Waldsee, et à partir de 1938 de l'arrondissement de Ravensburg.                               |
| Seibranz        | Seibranz dépendait autrefois du prince de Waldburg-Zeil puis reçut le statut de communauté de l'arrondissement administratif de Leutkirch, jusqu'à ce que, comme Arnach, Eintürnen, Gospoldshofen et Hauerz, elle fit partie de l'arrondissement de Wangen de 1938 à 1975.                                                                                |
| Unterschwarzach | Unterschwarzach était autrefois paroisse qui appartenait au comte von Waldburg-Wolfegg-Waldsee. Il fit partie de la circonscription administrative de Waldesee jusqu'en 1938, puis de Biberach. |
| Ziegelbach      | Ziegelbach appartenait autrefois au Comté de Wolfegg, puis devint une partie de la circonscription administrative de Waldsee jusqu'en 1938. À cette date, il faut incorporé à l'arrondissement de Ravensburg. |

## Religion
L'ordre des Chartreux (Catholique romain) possède un monastère à Bad Wurzach : la Chartreuse de Marienau.

## Politique
Le conseil municipal issu des élections locales le 7 juin 2009 se compose de : 

1. CDU 52,57 % (-6,33) - 11 sièges (le même nombre que l'année précédente)

2. FWV 39,84 % (-1,26) - 9 sièges (le même nombre que l'année précédente)

3. Grüne Liste Offene 7,59 % (7,59) - 1 siège (+1)

## Jumelages
La ville de Bad Wurzach est jumelée avec :
- Luxeuil-les-Bains (France) depuis 1988
- Wallingford (Royaume-Uni) depuis 2000
- Popielów (Pologne) depuis 2000
- Saint-Hélier (Jersey) depuis 2002

## Armoiries
Les armoiries de la ville représentent une écrevisse, jadis fréquente dans le ruisseau de la ville, le « Wurzacher Ach ».

## Cultures et curiosités
Bad Wurzach se trouve sur la « Oberschwäbische Barockstrasse » (Route Baroque de Haute-Souabe), la « Schwäbische Bäderstraße » (route thermale de Souabe) et le « Schwarzwald-Schwäbische-Alb-Allgäu-Weg » (route Forêt-Noire-Souabe-Alb-Allgäu).

## Monuments remarquables

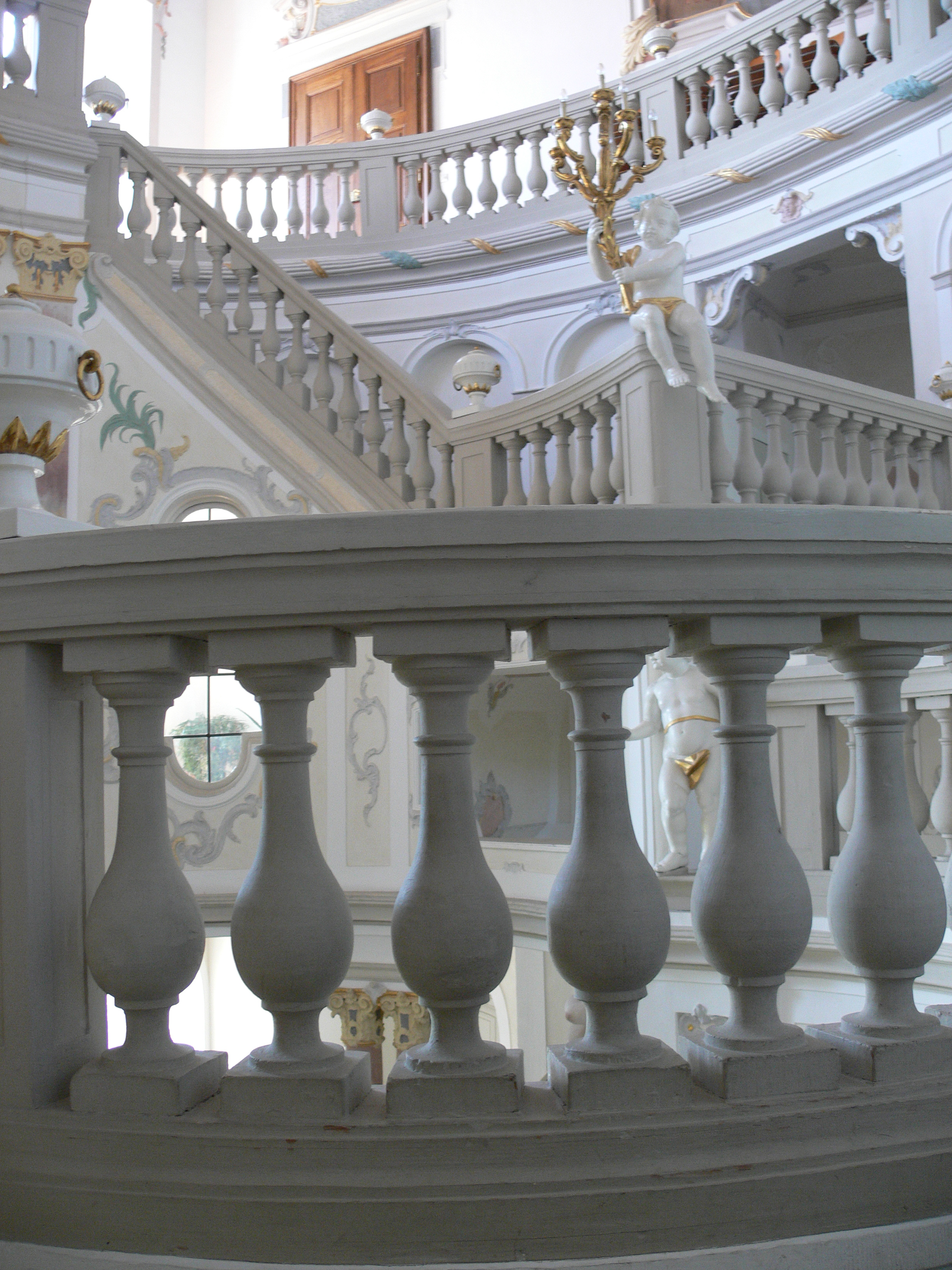
L'escalier baroque du château

- Château baroque (le plus bel escalier de la Haute Souabe)
- L'église paroissiale de style classique
- La chapelle rococo de Maria Rosengarten
- La basilique baroque sur le Gottesberg, (Relique du Saint Sang) est un joyau de l'histoire d'art.

### Musées
- La léproserie (Leprosenhaus) fut le lieu de naissance du peintre Sepp Mahler. Le musée est consacré à l'histoire de la léproserie. Le bâtiment contient également une galerie de peintures de Sepp Mahler.
- Le musée du fromage (Käserei-Museum) retrace l'histoire du fromage de l'Allgäu, jusque dans les années 1930.
- Musée de la culture monastique (Klösterliche Museum für Kultur).
- Le musée de la tourbe de Haute-Souabe (Oberschwäbisches Torfmuseum) est agrémenté d'un sentier touristique « Auf den Spuren des Torfstechers » (Sur les traces de la tourbe).

### Tourbières
Les tourbières de Wurzach (123 km2) forment la plus grande surface intacte de haut-marécage en Europe. Le Conseil européen a conféré en 1989 à ce parc national le « Diplôme d'Europe des zones protégées », une sorte de prix Nobel pour la protection de l'environnement.

## Thermalisme
Bad Wurzach est la plus ancienne station thermale du Bade-Wurtemberg. Elle propose de nombreuses possibilités aux curistes de tous âges. On y pratique depuis plus de 50 ans des traitements médicaux à base de boue des marais. La station balnéaire offre des traitements curatifs pour les affections suivantes : toutes les maladies rhumatismales, les maladies gynécologiques, inflammations chroniques des organes génitaux de l'homme et de la femme, postcures après accidents ou opérations des disques.

## Personnalités liées à la ville
- Carl Joseph Leiprecht (1903-1981), évêque de Rottenburg né à Hauerz.
- Sebastian Kerk (1994-), footballeur né à Bad Wurzach.